# Villaputzu
Villaputzu (en sardo: Bidda de Putzu o Biddeputzi) es un municipio de Italia de 5.090 habitantes en la provincia de Cerdeña del Sur, región de Cerdeña. Está situado a 45 km al noreste de Cagliari, en la subregión de Sarrabus-Gerrei.
Está ubicado en la desembocadura del río Flumendosa. La gastronomía típica incluye asados de carne y pescado, así como distintos tipos de dulces tradicionales, pero lo más destacado es el "culirgionis", un plato típico de la región de Cerdeña.
Entre los lugares de interés cabe destacar la iglesia parroquial de Santa Caterina d'Alessandria, la iglesia de San Nicolò di Quirra, la Torre Española de Porto Corallo, y los Castillos de Quirra y Gibas. El pozo sacro nurágico de "Is Pirois", del Bronce Medio, y las Domus de Janas S'Oru, evidencian el poblamiento prehistórico en la región.

## Evolución demográfica
| Gráfica de evolución demográfica de Villaputzu entre 1861 y 2001 |
|                                                                  |
| Fuente ISTAT - Elaboración gráfica de Wikipedia                  |